# Вороб'ї (Мядельський район)
Вороб'ї (біл. вёска Вераб’і) — село в складі Мядельського району Мінської області, Білорусь. Село підпорядковане Кривицькій сільській раді, розташоване в північній частині області.